# Souro Pires
Souro Pires es una freguesia portuguesa del concelho de Pinhel, con 16,19 km² de superficie y 594 habitantes (2001). Su densidad de población es de 36,7 hab/km².